# Wind of Change (nummer)
Wind of Change is een rocknummer van de Duitse rockband Scorpions. Het nummer is geschreven door Klaus Meine, de zanger van de band. Het nummer is afkomstig van het album Crazy World uit oktober 1990. Op 21 januari 1991 werd het nummer op single uitgebracht.

## Achtergrond
Wind of Change gaat over de viering van glasnost in de Sovjet-Unie, het einde van de Koude Oorlog en de hoop na de val van verschillende communistische regeringen vanaf eind november 1989.

## Compositie
In 1984 bracht Scorpions de single Still Loving You uit. Dit nummer zou pas laat (in Nederland in 1987) een hit worden. Zonder twijfel speelde het veranderende muzikale klimaat hierbij een rol, dat de muzikanten van de band natuurlijk niet ontging. Voor Wind of Change werden de voor Scorpions kenmerkende gitaarmuren weggelaten. In plaats daarvan werd een toetsenist ingehuurd, de Nederlander Koen van Baal, die meespeelt op het nummer. Hiermee nam men (tijdelijk) afscheid van de hardrock en speelde men nauwgezet in op het toen populaire AOR-genre.

## Ontvangst
De single werd een hit in de gehele EU, de Verenigde Staten, Canada, Rusland en Oceanië en bereikte in Scorpions' thuisland Duitsland de nummer 1-positie, evenals in Oostenrijk, Zwitserland, Frankrijk, Polen, Zweden, Noorwegen en in de Eurochart Hot 100. In het Verenigd Koninkrijk werd de 2e positie in de UK Singles Chart bereikt. In de Verenigde Staten werd de nummer 1-positie bereikt in de Billboard Hot 100. 
In Nederland was de plaat op zaterdag 23 maart 1991 Favorietschijf bij de NCRV op Radio 3 en werd een gigantische hit in de destijds twee landelijke hitlijsten op de nationale publieke popzender. De plaat bereikte de nummer 1-positie in zowel de Nederlandse Top 40 als de Nationale Top 100. 
In België bereikte de plaat de nummer 1-positie in zowel de voorloper van de Vlaamse Ultratop 50 als    de Vlaamse Radio 2 Top 30. In Wallonië werd géén notering behaald.

## Trivia
Zanger David Goncalves vertolkte Wind of Change in het eerste seizoen van Idols.

## Hitnoteringen

### Nederlandse Top 40
| Hitnotering: 27-04-1991 t/m 27-07-1991 | Hitnotering: 27-04-1991 t/m 27-07-1991 | Hitnotering: 27-04-1991 t/m 27-07-1991 | Hitnotering: 27-04-1991 t/m 27-07-1991 | Hitnotering: 27-04-1991 t/m 27-07-1991 | Hitnotering: 27-04-1991 t/m 27-07-1991 | Hitnotering: 27-04-1991 t/m 27-07-1991 | Hitnotering: 27-04-1991 t/m 27-07-1991 | Hitnotering: 27-04-1991 t/m 27-07-1991 | Hitnotering: 27-04-1991 t/m 27-07-1991 | Hitnotering: 27-04-1991 t/m 27-07-1991 | Hitnotering: 27-04-1991 t/m 27-07-1991 | Hitnotering: 27-04-1991 t/m 27-07-1991 | Hitnotering: 27-04-1991 t/m 27-07-1991 | Hitnotering: 27-04-1991 t/m 27-07-1991 | Hitnotering: 27-04-1991 t/m 27-07-1991 |
| Week                                   | 1                                      | 2                                      | 3                                      | 4                                      | 5                                      | 6                                      | 7                                      | 8                                      | 9                                      | 10                                     | 11                                     | 12                                     | 13                                     | 14                                     |                                        |
| -------------------------------------- | -------------------------------------- | -------------------------------------- | -------------------------------------- | -------------------------------------- | -------------------------------------- | -------------------------------------- | -------------------------------------- | -------------------------------------- | -------------------------------------- | -------------------------------------- | -------------------------------------- | -------------------------------------- | -------------------------------------- | -------------------------------------- | -------------------------------------- |
| Nummer                                 | 33                                     | 19                                     | 8                                      | 5                                      | 2                                      | 1                                      | 1                                      | 1                                      | 2                                      | 5                                      | 8                                      | 14                                     | 21                                     | 39                                     | uit                                    |

### Nationale Top 100
| Hitnotering: 13-04-1991 t/m 10-08-1991 | Hitnotering: 13-04-1991 t/m 10-08-1991 | Hitnotering: 13-04-1991 t/m 10-08-1991 | Hitnotering: 13-04-1991 t/m 10-08-1991 | Hitnotering: 13-04-1991 t/m 10-08-1991 | Hitnotering: 13-04-1991 t/m 10-08-1991 | Hitnotering: 13-04-1991 t/m 10-08-1991 | Hitnotering: 13-04-1991 t/m 10-08-1991 | Hitnotering: 13-04-1991 t/m 10-08-1991 | Hitnotering: 13-04-1991 t/m 10-08-1991 | Hitnotering: 13-04-1991 t/m 10-08-1991 | Hitnotering: 13-04-1991 t/m 10-08-1991 | Hitnotering: 13-04-1991 t/m 10-08-1991 | Hitnotering: 13-04-1991 t/m 10-08-1991 | Hitnotering: 13-04-1991 t/m 10-08-1991 | Hitnotering: 13-04-1991 t/m 10-08-1991 | Hitnotering: 13-04-1991 t/m 10-08-1991 | Hitnotering: 13-04-1991 t/m 10-08-1991 | Hitnotering: 13-04-1991 t/m 10-08-1991 | Hitnotering: 13-04-1991 t/m 10-08-1991 |
| Week                                   | 1                                      | 2                                      | 3                                      | 4                                      | 5                                      | 6                                      | 7                                      | 8                                      | 9                                      | 10                                     | 11                                     | 12                                     | 13                                     | 14                                     | 15                                     | 16                                     | 17                                     | 18                                     |                                        |
| -------------------------------------- | -------------------------------------- | -------------------------------------- | -------------------------------------- | -------------------------------------- | -------------------------------------- | -------------------------------------- | -------------------------------------- | -------------------------------------- | -------------------------------------- | -------------------------------------- | -------------------------------------- | -------------------------------------- | -------------------------------------- | -------------------------------------- | -------------------------------------- | -------------------------------------- | -------------------------------------- | -------------------------------------- | -------------------------------------- |
| Nummer                                 | 83                                     | 63                                     | 36                                     | 23                                     | 10                                     | 5                                      | 1                                      | 1                                      | 1                                      | 2                                      | 6                                      | 10                                     | 18                                     | 23                                     | 38                                     | 48                                     | 65                                     | 83                                     | uit                                    |

### NPO Radio 2 Top 2000
| Nummer met noteringen in de NPO Radio 2 Top 2000 | '99 | '00 | '01 | '02 | '03 | '04 | '05 | '06 | '07 | '08 | '09 | '10 | '11 | '12 | '13 | '14 | '15 | '16 | '17 | '18 | '19 | '20 | '21 | '22 | '23 | '24 |
| ------------------------------------------------ | --- | --- | --- | --- | --- | --- | --- | --- | --- | --- | --- | --- | --- | --- | --- | --- | --- | --- | --- | --- | --- | --- | --- | --- | --- | --- |
| Wind of Change                                   | 222 | -   | 232 | 177 | 140 | 236 | 293 | 315 | 421 | 265 | 312 | 291 | 250 | 283 | 260 | 232 | 225 | 250 | 243 | 294 | 283 | 257 | 197 | 213 | 241 | 238 |

1. ↑  Een '-' betekent dat het nummer niet was genoteerd en een vetgedrukt getal geeft de hoogste notering aan.